# The Phantom in the House
The Phantom in the House è un film del 1929 diretto da Phil Rosen. La sceneggiatura si basa sull'omonimo romanzo di Andrew Soutar pubblicato a Londra nel 1928.

## Trama
Peggy Milburn, cercando di aiutare la carriera del marito Boyd, un inventore, si mette in una situazione pericolosa, recandosi in casa di Roger Stanwick. L'uomo, un ricco scapolo, dovrebbe aiutare Boyd ma, invece, fa delle pesanti avances a Peggy. Per sfuggirgli, la donna si difende finendo per ucciderlo. Boyd, per amore della loro bambina, si prende la colpa dell'omicidio, venendo condannato all'ergastolo.
Passano gli anni. Peggy è diventata molto ricca grazie ai brevetti depositati sulle invenzioni del marito; ha cambiato nome e frequenta la buona società. Ora vorrebbe che la figlia Dorothy si sposasse con un buon partito, ma la ragazza la delude, preferendo a un titolo il suo innamorato, Paul Wallis.
Boyd, dopo quindici anni, viene rilasciato e si ripresenta a casa, senza rivelare a Dorothy di essere suo padre. Si fa passare per un amico di famiglia e sostiene la figlia nel suo desiderio di fare un matrimonio d'amore. Peggy, irritata, minaccia di smascherarlo.
Bill, un compagno di carcere di Boyd, uccide il giudice Thompson che aveva raccontato a Paul del padre di Dorothy. Del delitto, viene accusato proprio Paul ma Dorothy scopre la verità da suo padre e il vero assassino viene arrestato. Peggy, pentita del suo comportamento, giura di ricominciare una nuova vita insieme al marito e alla figlia.

## Produzione
Il film fu prodotto dalla Trem Carr Pictures.

## Distribuzione
Il copyright del film, richiesto dalla Trem Carr Productions, fu registrato il 1º novembre 1929 con il numero LP966.
Distribuito dalla Continental Talking Pictures, uscì nelle sale cinematografiche statunitensi il 20 ottobre (o il 1º novembre) 1929.